# Myrcia spectabilis
Myrcia spectabilis är en myrtenväxtart som beskrevs av Dc.. Myrcia spectabilis ingår i släktet Myrcia och familjen myrtenväxter. Inga underarter finns listade i Catalogue of Life.